# Sarah Düster
Sarah Düster (Wangen im Allgäu, Baden-Württemberg, 10 de juliol de 1982) va ser una ciclista alemanya que fou professional del 2005 al 2012.

## Palmarès
- 2006
  - 1a a L'hora d'or femenina (CRE)
- 2008
  - 1a a l'Open de Suède Vårgårda TTT
- 2009
  - 1a al Gran Premi de Dottignies
  - 1a a l'Open de Suède Vårgårda TTT
  - 1a al Gran Premi Riparbella-Montescudaio
- 2010
  - Vencedora d'una etapa a la Ruta de França
  - Vencedora d'una etapa a la Volta a Turíngia